# Полещук, Александр Лазаревич
Алекса́ндр Ла́заревич Полещу́к (1923—1979) — советский писатель-фантаст.

## Биография
Родился в Днепропетровске, в семье служащих. Отец, Лазарь Михайлович Полищук, заведующий торговым отделом Харьковского облкомитета КП(б)У был арестован и осужден по ст.57-8-11 (член КРТО правых), расстрелян в 1937 г., реабилитирован в 1957 г. Семья вынуждена была переехать в Хабаровск.
В 1947 году окончил физико-математический факультет Хабаровского педагогического института. Работал преподавателем физики, сотрудничал в журнале «Изобретатель и рационализатор».
Последние годы жизни жил в городе Подольске (по другим данным — в посёлке Красково) под Москвой, тяжело болел. Скончался в 1979 или 1980 году.

## Творчество
Творчество автора отличает сочетание бытового реализма с фантастическим сюжетом, что иногда воспринималось критиками как недостаток, однако выражало взгляд части советских фантастов 1960-х годов на реальность фантастики.
Первое фантастическое произведение Полещука, повесть «Звёздный человек» (1957), имеет достаточно традиционный фантастический сюжет — контакт с негуманоидным инопланетянином. Эта повесть, появившаяся одновременно с «Туманностью Андромеды» И. Ефремова, была отмечена характерными чертами новой волны советской фантастики — антиавторитаризм, расширение горизонтов, совмещение реалистичного изображения героев и фантастического действия. Примечательно, что в повести описан шлем виртуальной реальности, идея которого в те времена была чисто фантастической. Финал повести показывает знакомство автора с идеями гелиобиологии и взглядами А. Чижевского.
Следующее, лучшее по оценкам критиков, произведение Полещука — детская фантастическая повесть «Великое делание, или Удивительная история доктора Меканикуса и его собаки Альмы», сочетающая рассказ о фантастических изобретениях и открытиях, историю и современность. История алхимических поисков, переходящих в историю семьи потомственных химиков, завершается в наши дни открытием газа — одновременно галлюциногена и усилителя интеллекта, с помощью которого создаётся говорящая собака. Аркадий Стругацкий в письме брату (19 марта 1959 г.) писал об этой повести: «Блестящая полусказка… Это, брат, шедевр. Талантище!».
В повести «Ошибка инженера Алексеева» (1961) использована оригинальная идея о создании искусственной микровселенной, в которой зарождается жизнь и разум. Повесть была анонсирована в статье Б. Ляпунова "Любителям научной фантастики" в альманахе "Мир приключений" 1962 г.
За это свое произведение автор стал вторым по счёту лауреатом антипремии московских школьников «Гриадный крокодил» за худшее фантастическое произведение года.
В повести «Падает вверх» (1964), где показано применение антигравитации, основанной на идеях «машины Дина», автор описал множество случаев встреч с «летающими тарелками» и высказал гипотезу о том, что НЛО — информационный заряд инопланетного разума, отправленный для стимуляции технического прогресса человечества. Повесть имеет сильный автобиографический элемент, в ней уделено внимание описанию психологии изобретателя, взаимоотношениям учёных и военных, самой атмосфере импровизированных технических чудес, что приближает автора к таким его соратникам по жанру как Г. Альтов и В. Журавлёва. В этой же повести Полещук с ясностью и трезвостью описал психологический феномен «контактёрства», ныне широко известный по уфологической литературе.
В повести «Эффект бешеного Солнца» (1970), последнем опубликованном при жизни произведении Полещука, снова заметно влияние идей А. Чижевского. По мнению критики, детективный сюжет и психологическое неправдоподобие характера главного злодея, на фоне которых теряются фантастические идеи, снижают литературный уровень произведения.
Неопубликованная при жизни писателя повесть «Ингибиторы атакуют», написанная в соавторстве с Идой Кружковской, была издана посмертно под названием «Имбиторы атакуют на заре» (1990).
Произведения Полещука переведены на английский, болгарский, венгерский, литовский, монгольский, немецкий, польский, сербско-хорватский, словацкий, французский, чешский, японский языки.
Имя А. Л. Полещука включено в список известнейших выпускников ДВГГУ-ХГПИ.
Произведения А. Л. Полещука публиковались в альманахе "Мир приключений", серии "Советская фантастика", "Научная фантастика", "Библиотека приключений и научной фантастики".

### Книги
- Великое Делание, или Удивительная история доктора Меканикуса и его собаки Альмы — М.: Детгиз, 1959.
- Ошибка инженера Алексеева — М.: МГ, 1961.
- Звёздный человек — М.: Детгиз, 1963.
- Падает вверх — М.: МГ, 1964.
- Великое делание, или Удивительная история доктора Меканикуса и Альмы, которая была собакой — М.: ДЛ, 1965.
- Эффект бешеного солнца — Красноярское кн. изд-во, 1974.

### Публикации
- Звёздный человек // Пионер, 1957, № 9. — С. 2-14; № 10. — С. 14-32; № 11. — С. 53-62; № 12. — С. 22-35.
- Великое делание, или Удивительная история доктора Меканикуса и Альмы, которая была собакой // Пионер, 1959, № 11. — С. 44-61; № 12. — С. 49-66. (Сокращённый вариант)
- Ошибка инженера Алексеева // Мир приключений. Кн. 6 . — М.: Детгиз, 1961. — С. 3-63.
- Тайна Гомера // Фантастика, 1963 год. — М.: МГ, 1963. — С. 319—331.
- Падает вверх // ЗС, 1964, № 2. — С. 40-43. (Отрывок)
- Эффект бешеного Солнца // Альманах научной фантастики. В. 8. — М.: Знание, 1970. — С. 13-122. (Сокращённый вариант)
- (С И. Кружковской) Имбиторы атакуют на заре // Фантастика 88/89 . — М.: МГ, 1990. — С. 16-87.